# 圣容寺塔
38°19′11″N 101°55′38″E / 38.31972°N 101.92722°E
圣容寺塔，位于中华人民共和国甘肃省金昌市永昌县，是两座唐代方形砖砌佛塔。圣容寺塔是甘肃省内现存年代最早的佛塔建筑，同时也是甘肃境内唯一保存完好的唐代佛塔。2001年，圣容寺塔被列为全国重点文物保护单位。

## 历史
圣容寺塔原属于圣容寺，该寺初名瑞相寺，始建于北魏太延元年（435年）。隋朝年间，圣容寺被改名为感通寺。安史之乱时，河西走廊一带被吐蕃占据，感通寺被重建并改名为圣容寺，寺前后的山上也建立起了两座佛塔，是为圣容寺塔。圣容寺塔也成为了甘肃省境内现存建造时间最早的塔:304，同时因为是甘肃境内唯一保存完整的唐代佛塔建筑:463。1981年，圣寿寺塔被列为甘肃省文物保护单位。2001年，圣寿寺塔被列为全国重点文物保护单位。2010年4月27日至29日，永昌县文物管理所等部门对圣容寺塔进行检查，发现圣容寺塔大塔西北角塔级坍塌严重，小塔塔身发生倾斜。2005年至2013年，圣容寺塔先后两次得到维修。

## 结构
圣容寺塔位于中华人民共和国甘肃省金昌市永昌县，共有隔山谷而立的2座方形楼阁式砖塔，其中较高一座为7层，通高16.2米，塔基边长10.8米，上方为塔身。塔身的整体形制与西安小雁塔相像，底层正面辟门，可进入塔室，塔内原有的楼板已被全毁。各层之间均向外伸出13层塔檐，其中第四层与第八层为菱角牙子。塔内多层绘有壁画，其中有有“番僧一千五百人”和“圣容寺”的题记。另一座塔高4.9米，实心，正南侧开有塔门，形制与大塔大致相同。:304:82